# Jorge Reinel
Jorge Reinel (né en 1502 à Lisbonne – mort après 1572) était un cartographe portugais renommé, fils du célèbre cartographe Pedro Reinel. Il participa en 1519 à Séville à l'élaboration de la carte prévue pour l'expédition de  Fernand de Magellan et sa description des Moluques servit à la revendication de ces îles par l'Espagne. Il a formé de nombreux apprentis à l'art de la cartographie et notamment le portugais Diogo Ribeiro.

## Biographie

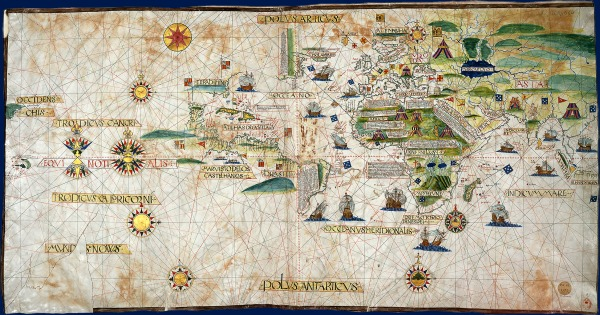
Longtemps connue sous le nom de : Kunstmann IV, cette carte de 1519, attribuée à Jorge Reinel, est très probablement identique à celle offerte au souverain espagnol (le jeune Charles Ier des Espagnes, futur Charles Quint; empereur du Saint-Empire romain germanique) à la veille du départ,,.
Se démarquant des représentations habituelles de l’époque par la dimension plutôt réaliste de sa « Mer du Sud » (l’océan Pacifique), elle montre également que, dans son placement du petit archipel des Moluques, objectif premier du voyage qu’on distingue à peine à l’extrême gauche du document, Magellan ne se trompe que de 9° sur 360°.
La carte représentée ici est un fac-similé réalisé par Otto Progel en 1836 et conservé à la Bibliothèque nationale de France, l’originale ayant disparu à Munich pendant la Seconde Guerre mondiale. Également attribuée à un des frères Reinel, une autre carte similaire de 1519, cette fois en projection polaire antarctique,, est conservée à la Bibliothèque du palais de Topkapı à Istanbul sous le nom de Hazine no 1825,.

Fils du cartographe portugais Pedro Reinel, il partit pour l'Espagne à la suite d'une altercation avec un prêtre nommé Pero Anes. Dès lors, il contribua à l'élaboration de la carte prévue pour l'expédition de Fernand de Magellan, ce qui explique sa présence à Séville en 1519. Son père le rejoint alors à Séville pour lui demander de rentrer au Portugal, mais Jorge ne pouvait rentrer avant d'avoir achevé une carte et un globe qu'il avait entrepris de réaliser,.
Cette carte et ce globe semblent inextricablement liés à la préparation du voyage de Magellan. En effet, les mesures indiquées par Magellan dans le mémoire géographique (Lembrança geográfica) que le navigateur portugais fit remettre à Charles Quint en septembre 1519,, contestent l’idée reçue selon laquelle Magellan ignorait tout de l’immensité de l’océan Pacifique,,,.
Une interprétation des différents calculs présentés par Magellan dans ce mémoire géographique laissent effectivement présager un très vaste océan entre le sud du continent américain et l’objectif premier de cette expédition maritime : l’archipel des Moluques (en Indonésie actuelle), ces légendaires « îles aux épices », alors productrices exclusives du clou de girofle , ,.
Magellan place ainsi les Moluques à environ 4° à l’est du domaine espagnol délimité par la démarcation extrême-orientale – hypothétique – du méridien né du traité de Tordesillas (1494), alors que cet archipel se situe, en réalité, à 5° à l’ouest (et donc dans le domaine portugais) : une erreur d’autant plus faible qu’il était alors impossible de mesurer avec exactitude les longitudes, et que l’emplacement de l’archipel moluquois ne put être mesuré précisément que deux ou trois siècles plus tard.
Or, les conceptions géographiques évoquées dans le Lembrança geográfica de Magellan se retrouvent sur une carte maritime anonyme de 1519, document attribué au cartographe portugais Jorge Reinel,.
Dès lors, il ne peut être exclu que cette carte était identique aux deux planisphères saisis par les Portugais sur la Trinidad (nef amirale de la flotte) le 28 octobre 1522,, ou encore semblable au globe peint que, selon le chroniqueur espagnol Bartolomé de las Casas, Magellan et le cosmographe Rui Faleiro auraient présenté au jeune Charles Ier des Espagnes (futur Charles Quint; empereur du Saint-Empire romain germanique), fin février ou début mars 1518 à Valladolid,,, entrevue royale couronnée de succès puisque le souverain espagnol décida d’avaliser le projet d’expédition vers les Moluques. 
La localisation de l'archipel des Moluques sur ces cartes faisait l'objet d'une pomme de discorde entre le Portugal et l'Espagne, les cartes de Reinel venant ainsi servir les prétentions de la Castille en plaçant les Moluques dans leur domaine (Traité de Tordesillas). 
Jorge Reinel aura également produit des cartes de la côte ouest de l'Afrique, de l'Atlantique nord et du Pacifique sud.
Au Portugal, Jorge Reinel servit le roi Jean III de Portugal comme maître des cartes et des compas avec, depuis 1528, une pension annuelle de 10 reais.

## Conférences et vidéos en ligne
- Les fausses cartes de Magellan (émissions : Le Dessous des cartes), de Jean-Christophe Victor et Jean-Loïc Portron, de Rose In Groen pour ARTE, 12 avril 2008 [présentation en ligne].

## Sources historiques connexes
- Xavier de Castro (Michel Chandeigne) et Jean-Paul Duviols, Idées reçues sur les Grandes Découvertes : XVe – XVIe siècles (2e édition), Paris, Chandeigne, coll. « Magellane poche », 2019 (ISBN 978-2-36732-188-2).

- Dejanirah Couto, « Les cartographes et les cartes de l’expédition de Fernand de Magellan », Anais de História de Além-Mar XX, vol. 20, no octobre,‎ 2019, p. 81-120 (lire en ligne, consulté le 9 mai 2020).

- (es) Enriqueta Vila Vilar (dir.) et Juan Gil Fernández, Magallanes en Sevilla, Sevilla, Editorial Universidad de Sevilla-Secretariado de Publicaciones, 2019 (ISBN 978-8447228591), « Magallanes y Sevilla », p. 37-64

- (pt) José Manuel Garcia (historien), Fernão de Magalhães: Herói, Traidor ou Mito: a História do Primeiro Homem a Abraçar o Mundo, Queluz de Baixo, Manuscrito, 2019 (ISBN 9789898975256).

- Romain Bertrand, Hélène Blais, Guillaume Calafat et Isabelle Heullant-Donat, L’exploration du Monde. Une autre histoire des Grandes Découvertes, Paris, Seuil, coll. « L’Univers historique », 2019 (ISBN 978-202 140 62 52).

- Xavier de Castro, Le voyage de Magellan : la relation d’Antonio Pigafetta du premier voyage autour du monde, 2e édition, Paris, Chandeigne, coll. « Magellane poche », 2017 (ISBN 978-236 732 1257).

- Dejanirah Couto, « Autour du Globe? La carte Hazine n°1825 de la bibliothèque du Palais de Topkapi, Istanbul », CFC, vol. 216, no juin,‎ 2013, p. 119-134 (lire en ligne, consulté le 14 avril 2020).

- Catherine Hofmann, Hélène Richard et Emmanuelle Vagnon, L'âge d'or des cartes marines. Quand l’Europe découvrait le monde, Paris, Seuil, 2012 (ISBN 978-2021084436).

- Xavier de Castro, Jocelyne Hamon et Luís Filipe Thomaz (préf. Carmen Bernand et Xavier de Castro (Michel Chandeigne)), Le voyage de Magellan (1519-1522). La relation d'Antonio Pigafetta et autres témoignages, Paris, Chandeigne, coll. « Magellane », 2010, 1088 p., 1 volume (ISBN 978-2915540574).

- (es) Juan Gil Fernández, El exilio portugués en Sevilla — de los Braganza a Magallanes, Sevilla, Fundación Cajasol, 2009 (ISBN 978-84-8455-303-8).

- Xavier de Castro (Michel Chandeigne), Jocelyne Hamon et Luís Filipe Thomaz (préf. Carmen Bernand et Xavier de Castro), Le voyage de Magellan (1519-1522). La relation d'Antonio Pigafetta et autres témoignages, Paris, Chandeigne, coll. « Magellane », 2007, 1086 p., 2 volumes (ISBN 978-2915540574, BNF 41138016).

- (pt) José Manuel Garcia (historien), A viagem de Fernão de Magalhães e os portugueses, Lisboa, Editorial Presença, 2007 (ISBN 9789722337519).

- Bartolomé de las Casas, Histoires des Indes (trois volumes), Paris, Seuil, 2002 (ISBN 9782020525374, lire en ligne).

- Sonia E. Howe, Sur la route des épices, Rennes, Terre de Brume, 1994 (ISBN 978-2908021158).

- (pt) Avelino Texeira da Mota (dir.) et Luís Filipe Thomaz, A viagem de Fernão de Magalhães e a questão das Molucas, Actas do II colóquio luso-espanhol de História ultramarina, Lisboa, Jicu-Ceca, 1975, « Maluco e Malaca », p. 27-48.